# Hymedesmia pachychela
Hymedesmia pachychela är en svampdjursart som beskrevs av Topsent 1928. Hymedesmia pachychela ingår i släktet Hymedesmia och familjen Hymedesmiidae. Inga underarter finns listade i Catalogue of Life.